# Suecia en los Juegos Europeos de Minsk 2019
Suecia participó en los Juegos Europeos de Minsk 2019. Responsable del equipo nacional fue el Comité Olímpico Sueco.
La portadora de la bandera en la ceremonia de apertura fue la judoka Anna Bernholm.

## Medallistas
El equipo de Suecia obtuvo las siguientes medallas:
| Nombre                                      | Deporte            | Competición       |
| ------------------------------------------- | ------------------ | ----------------- |
| Oro                                         |                    |                   |
| Tommy Macias                                | Judo               | –73 kg M          |
| Sofia Mattsson                              | Lucha libre        | 53 kg F           |
| Stefan Nilsson                              | Tiro               | Skeet M           |
| Plata                                       |                    |                   |
| Mattias Falck Kristian Karlsson Jon Persson | Tenis de mesa      | Equipo M          |
| Bronce                                      |                    |                   |
| Agnes Alexiusson                            | Boxeo              | Ligero (–60 kg) F |
| Jessica Castles                             | Gimnasia artística | Suelo F           |
| Anna Bernholm                               | Judo               | –70 kg F          |
| Alex Kessidis                               | Lucha grecorromana | 77 kg M           |